# Тырнава (Ямболская область)
Тырнава (болг. Търнава) — село в Болгарии. Находится в Ямболской области, входит в общину Тунджа. Население составляет 229 человек.

## Политическая ситуация
В местном кметстве Тырнава, в состав которого входит Тырнава, должность кмета (старосты) исполняет Андон Динев Матев (партия АТАКА) по результатам выборов правления кметства.
Кмет (мэр) общины Тунджа — Георги Стоянов Георгиев (коалиция в составе 2 партий: Болгарская социалистическая партия (БСП) и Болгарская социал-демократия (БСД)) по результатам выборов в правление общины.